# Metni Vrh
Metni Vrh je naselje v Občini Sevnica, ki leži v Posavski regiji oz. tradicionalno na Dolenjskem. Kraj je na nadmorski višini 571m.